# Снєжневський Андрій Володимирович
Андрій Володимирович Снєжне́вський (7 (20) липня 1904, Кострома — 12 липня 1987, Москва) — радянський психіатр, засновник однієї з декількох шкіл психіатрії в СРСР. Академік АМН СРСР, академік-секретар Відділення клінічної медицини АМН СРСР (1966—1968 та 1969—1976), доктор медичних наук (1949), професор (1956).
Голова Наукової ради з психіатрії Академії медичних наук СРСР, член президії Всесоюзного наукового товариства невропатологів та психіатрів. Директор Інституту судової психіатрії імені В. П. Сербського (1950—1951), директор Інституту психіатрії АМН СРСР (1962—1987). Снєжневський був іноземним членом Королівського коледжа психіатрії (Великобританія), американської асоціації психіатрів та біологічних досліджень у психіатрії, товариств психіатрів НРБ, НДР, ЧССР. З 1972 по 1983 був почесним членом Всесвітньої психіатричної асоціації.
Опублікував понад 100 наукових праць.
А. В. Снєжневський був прихильником концепції уповільненої шизофренії (рос. вялотекущая шизофрения). Не визнана у світовій психіатрії концепція набула поширення лише в СРСР та деяких інших східноєвропейських країнах; широко використовувалася в радянській репресивній психіатрії.
Снєжневський був головою низки судово-психіатричних експертиз, спрямованих проти радянських дисидентів; особисто діагностував уповільнену шизофренію у деяких з них (наприклад, у Володимира Буковського).

## Біографія
У 1925 році закінчив медичний факультет Казанського університету. Лікарську діяльність розпочав у 1925—1926 роках як завідувач відділення Костромської психіатричної лікарні.
Після проходження служби в Червоній армії в 1927—1930 роках — психіатр Костромського інтернату, в 1930—1932 роках — лікар-психіатр диспансеру, з 1932 по 1938 — головний лікар Костромської міської психіатричної лікарні.
З 1938 року — заступник директора та старший науковий співробітник НДІ психіатрії імені П. Б. Ганнушкіна у Москві.
1940 року захистив кандидатську дисертацію на тему «Пізні симптоматичні психози».
У роки Німецько-радянської війни брав участь в битві за Москву, в боях на Північно-Західному та Другому Прибалтійському фронтах, був нагороджений орденом Червоної Зірки.
У 1945—1950 роках повернувся до Москви, де працював доцентом кафедри психіатрії Центрального інституту вдосконалення лікарів (ЦІВЛ).
У 1949 році захистив докторську дисертацію, присвячену проблемі старечої деменції.
У 1950—1951 роках очолював Інститут імені В. П. Сербського, після чого повернувся до ЦІВЛ, де до 1964 року працював завідувачем кафедри.
11 — 15 жовтня 1951 року на об'єднаному засіданні розширеного президії АМН СРСР і Пленуму правління Всесоюзного товариства невропатологів і психіатрів виступив з доповіддю «Стан психіатрії та її завдання у світлі вчення І. П. Павлова», в якій піддав критиці низку видних радянських психіатрів (М. О. Гуревича, О. С. Шмарьяна, Р. Я. Голант та ін.) за відхилення від вчення І. П. Павлова. Психіатри, які зазнали критики, були змушені «покаятися, зректися, як від єресі, від наукових ідей, які вони виношували роками, обіцяти виправитися, сповідувати тільки вчення І. П. Павлова в тому вигляді, як його підносив А. Г. Іванов-Смоленський». Однак у заключному слові Снєжневський зауважив, що ті, хто покаявся, «не роззброїлися і продовжують залишатися на старих антипавлівських позиціях», завдаючи цим «важких збитків радянській науковій та практичній психіатрії», а віце-президент АМН СРСР М. М. Жуков-Вережников, що вони «невпинно припадають до брудного джерела американської лженауки».
З 1952 року був головним редактором «Журналу невропатології та психіатрії імені С. С. Корсакова».

В 1962 став директором Інституту психіатрії АМН СРСР, де працював до кінця життя.1962 року поставив діагноз «уповільнена шизофренія» В. К. Буковському. Згодом сам Буковський прокоментував це в інтерв'ю:
…уповільнена шизофренія — діагноз, винайдений нашим вітчизняним, шановним психіатром професором Снєжневським, та ідея, яка полягає в тому, що шизофренія може розвиватися так непомітно і так довго, що тільки він, Снєжневський, може це помітити. Мені він поставив діагноз «уповільнена шизофренія» у шістдесят другому році. Я щасливий повідомити, що вона досі протікає повільно.
Пізніше Володимир Буковський був обстежений західними психіатрами і визнаний здоровим:
Те саме, за його словами, стосується і дисидента Володимира Буковського, якого в СРСР теж визнали душевнохворим, а на Заході — здоровим: «Я б хотів, щоб ви подивилися його історію хвороби. Якби ми — чотири-п'ять фахівців із двох наших країн — сіли і разом вивчили їх, ви б зрозуміли, що він був хворий».

Я заперечив. Якби Григоренко і Буковський справді страждали на захворювання, які їм діагностували в СРСР, хоча б деякі ознаки цих недуг мали б проявитися навіть за тривалий час і в зміненому соціальному середовищі.
Оригінальний текст (англ.)
The same was true, Vartanyan said, of the dissident Vladimir Bukovsky, who had also been found ill in the Soviet Union and well in the West. «I’d like you to see his hospital records. If we sat down, four or five of us from our two countries, and looked at them, you’d see that he was sick».
I demurred. If Grigorenko and Bukovsky had really suffered from the illnesses that had been diagnosed in the Soviet Union, at least some signs of those illnesses should have been recognizable even after a long period of time and a change in their social surroundings.
— The New York Times, «The World of Soviet Psychiatry»
У 1964 році судово-психіатрична експертиза, проведена під головуванням Снєжневського, визнала психічно хворим колишнього генерал-майора П. Г. Григоренка, який виступив із критикою радянських порядків. Пізніше Петра Григоренка обстежили західні психіатри і визнали здоровим.
У 1966 році в Мадриді на IV Всесвітньому конгресі психіатрів А. В. Снєжневський у своєму повідомленні про «Класифікацію форм шизофренії» представив західним психіатрам концепцію нової форми латентної шизофренії, що є формою дебюту розладу, за моделлю латентної шизофренії Ойгена Блейлера, однак, на відміну від неї, вона не розвивається, залишаючись обмеженою клінічно лише початковими проявами, мало властивими такого психозу, як шизофренія. Ця концепція розглядалася західними психіатрами як неприйнятна, оскільки вона значно розширювала поняття шизофренії порівняно з критеріями, прийнятими в інших національних психіатричних школах. Пацієнти, яким було встановлено діагноз латентної шизофренії в Москві, не розглядалися як шизофреніки на Заході.
1972 року експертна комісія під головуванням Снєжневського провела експертизу дисидента Леоніда Плюща і підтвердила попередній висновок — хронічне психічне захворювання у формі шизофренії Пізніше Плющ був обстежений західними психіатрами і визнаний здоровим.
У 1977 році на конгресі Всесвітньої психіатричної асоціації в Гонолулу на Гаваях Андрій Снєжневський та його делегація зазнали різкої критики, і присутні більшістю голосів засудили « систематичне зловживання психіатрією в політичних цілях в СРСР». Резолюція, що мала на меті засудити Москву, була прийнята з перевагою лише в два голоси (90 проти 88) і тільки тому, що польська делегація була відсутня, а радянським представникам, які запізнилися зі сплатою внесків, не було дозволено використовувати всі виділені їм голоси. Сам Снєжневський на тому ж конгресі заявив, що в СРСР не було жодного випадку поміщення здорової людини в психіатричну лікарню.
У 1980 році Андрія Сніжнєвського запросив Королівський коледж психіатрії (Велика Британія), почесним членом якого він був, для відповіді на критику у зв'язку з його роллю в огляді Плюща та інших дисидентів. Він не прийняв запрошення, а також заявив про відмову від почесного членства в коледжі.
Помер 12 липня 1987 року у Москві. Похований на Кунцевському цвинтарі.

## Специфіка наукових поглядів
А. В. Снєжневський вніс чималий внесок в осмислення взаємозв'язків різних патологічних механізмів у психіці людини. Найбільший інтерес для нього представляли ендогенні (функціональні) психічні розлади і проблема шизофренії, яку він досліджував мультидисциплінарним методом із залученням фахівців у галузі клінічної психології, нейрофізіології, біохімії, імунології, патоанатомії, нейрогенетики. Була багатосторонньо описана клініка найрізноманітніших форм шизофренії, зроблено висновки про стереотипи перебігу психозів, закономірності загальнопатологічного стереотипу розвитку, що проявляється, за Снєжневським, в послідовній і закономірній зміні синдромів, поступовому їх ускладненні в міру прогресування розладу.
Снєжневський і його послідовники постулювали і абсолютизували ідею про властивий хворобливому процесу суворо закономірний перебіг, обумовлений самою природою патогенетичних механізмів, що лежать в його основі, і незалежному у напрямку розвитку та послідовності етапів від різних екзогенних та ендогенних впливів. Згідно зі Снєжневським, кожен із психопатологічних синдромів виражає певний рівень тяжкості розладу психічної діяльності: найлегшим є астенічний синдром, з якого починаються всі види психічного розладу; далі йдуть афективні (легші — депресивні і тяжкі — маніакальні), за ними — невротичні синдроми (істеричні, обсесивні, сенестопатично-іпохондричні, деперсоналізаційні, дисморфофобічні). Подальше поглиблення розладу призводить лише до психотичних порушень — послідовно — до розвитку паранояльних, галюцинаторних, галюцинаторно-параноїдних, парафренних, кататонічних синдромів; далі до синдромів потьмарення свідомості: онейроїдні, деліріозні, аментивні синдроми, сутінкові; далі судомні синдроми і нарешті ряд психоорганічних розладів. Ця шкала позитивних розладів розглядалася Снєжневським у рамках вчення про єдиний психоз, проте він зазначав, що коло синдромів специфічне для кожної нозологічної одиниці. Позитивні розлади, відповідно до його концепції, існують і виявляються в єдності з негативними, і за всіх психічних хвороб однаково виявляється варіабельність перших та інваріантність других.
Подальший розвиток концепція Снєжневського про симптомокомплекси та його розширювальне трактування уповільненої шизофренії отримала в роботах А. Б. Смулевича: так, у книзі «Малопрогредієнтна шизофренія та межові стани» спостерігається зближення уповільненої шизофренії та межових розладів, щоб обґрунтувати віднесення деяких межових станів до групи психозів.

## Критика

### Уповільнена шизофренія
На Заході Снєжневський відомий поглядами на проблему шизофренії та розладів шизофренічного спектру — розширенню діагностичних меж, що виражалося на практиці у розширенні контингенту осіб, визнаних психічно хворими, та наростанні репресивності психіатрії. Через Снєжневського концепція уповільненої шизофренії виявилася широко поширеною як у СРСР, так і в низці інших соціалістичних країн. Ця концепція була не визнана міжнародним психіатричним співтовариством і піддавалася критиці як західними, так і радянськими психіатрами. Прихильники інших напрямів у радянській психіатрії (особливо представники київської та ленінградської школи) рішуче виступали проти концепції Снєжневського та пов'язаної з нею гіпердіагностики шизофренії, проте концепція Снєжневського поступово взяла гору.
Концепція уповільненої шизофренії знайшла широке застосування при судово-психіатричних експертизах дисидентів — експертизах, які зазвичай закінчувалися висновками про неосудність і примусовими госпіталізаціями в спеціальні психіатричні лікарні тюремного типу. Ці експертизи проводилися не тільки колегами Снєжневського з Інституту ім. Сербського (послідовниками та учнями Снєжневського, представниками так званої Московської школи психіатрії), а й самим Снєжневським, зокрема, проведена ним у 1964 році експертиза Петра Григоренка; участь в експертизах Жореса Медведєва, Леоніда Плюща, Наталії Горбаневської, Володимира Буковського. У десятках випадків Снєжневський особисто підписав комісійні рішення про неосудність психічно здорових дисидентів.

### Інша критика
На думку редакції «Незалежного психіатричного журналу», Снєжневський зіграв активну роль у протистоянні різних теоретичних напрямів у психіатрії: у «розгромі» психоморфологічного (представленого М. О. Гуревичем, Р. Я. Голант, А. С. Шмарьяном та ін.) та сомато-інфекційного (А. Чистович, А. Епштейн) напрямів, в «приниженні психотерапевтичного напряму». Представники Незалежної психіатричної асоціації зазначали, що А. В. Снєжневський був провідним автором програмної доповіді на розгромній Павлівській сесії 1951 року, що стала апогеєм ідеологічного втручання радянської влади в науку; в результаті Павловських сесій на кілька десятиліть було перервано розвиток генетики, фізіології, психології, психіатрії.
Як відзначають відомий австралійський психіатр С. Блох і американський політолог П. Реддавей, після сесії 1951 року психіатрів-«антипавлівців» змістили з важливих постів і або перевели в провінцію, або відправили на пенсію, а хвиля, що розтрощила розгромлених, винесла на вершину медичної ієрархії А. В. Снєжнєвського.Психіатр Ю. Савенко, керівник організації «Незалежна психіатрична асоціація», пише, що Снєжневський у своїх працях припускався невмотивовано різкої критики К. Ясперса та інших класиків німецької психіатрії; зокрема, Ю. Савенко стверджує:

У 1952 р. Снєжневський видав монографію В. Х. Кандинського «Про псевдогалюцинацію», довільно скоротивши текст, опустивши понад сотню посилань на іноземних авторів і цитат із них на тій підставі, що російські автори «значно раніше і прогресивніше», а «Ясперс з притаманним йому шовінізмом» (!) вже готовий назвати шперрунги з вестибулярними розладами нападами Клооса.
Ю. Савенко також зазначив, що у 1961 році за вказівкою Снєжневського було знищено тираж наукової збірки за ред. проф. А. Л. Епштейна.
За словами Ю. Савенко, для позиції Снєжневського характерним був зайвий біологізм; Снєжневський був лідером вульгарно-фізіологічної версії психіатрії, архаїчний словник якої не змінювався і не оновлювався протягом кількох десятків років. Будучи прихильником павлівського спрямування в психіатрії, він ігнорував досягнення сучасної фізіології, мова якої принципово відмінна від мови павлівського спрямування, і навіть сам предмет дослідження розуміється ними по-різному. Як стверджує Ю. Савенко, Снєжневський скористався не просто віджитою концепцією, але вже на той час очевидно псевдонауковими поглядами А. Г. Іванова-Смоленського як догмою під час захоплення влади на Павлівській сесії 1951 року.
Психіатр Юрій Нуллер вказував, що, незважаючи на широкі масштаби проведених школою Снєжневського досліджень і на низку накопичених клінічних спостережень, надалі цей напрямок зайшов у глухий кут. Відповідно до його думки, погляди Снєжневського про суворо закономірний перебіг хворобливого процесу, незалежний від різних ендогенних та екзогенних впливів, суперечать сучасним уявленням про перебіг психозу як про результат багатьох впливів та факторів; ці уявлення підтверджуються психофармакологічними та біохімічними дослідженнями, а також роботами, під час яких були використані методи багатовимірної статистики. Вивчення перебігу психозів Снєжневським та його послідовниками зводилося, за словами Ю. Нуллера, до суто механістичного розчленування клінічної картини розладу на дуже велику кількість синдромів та спроб виявити сувору закономірність у їхній зміні.
Як зазначав Нуллер, гіпотеза Снєжневського, не будучи достатньо обґрунтованою навіть до рівня теорії, перетворилася на догму і набула широкого поширення серед радянських психіатрів, створюючи ілюзію повного знання, оволодіння матеріалом. В рамках концепції Снєжневського та представників його школи ті чи інші непсихотичні розлади (наприклад, психопатії) розглядалися як ранні, уповільнені у розвитку етапи неминучого прогредієнтного процесу, що призводило до гіпердіагностики шизофренії, створюючи тим самим можливості для вільних та мимовільних зловживань психіатрією.
За твердженням американського психіатра Волтера Райха, якість досліджень, які проводилися співробітниками Снєжневського, викликає сумніви. Погляди Снєжневського про строгу успадкованість кожної з трьох форм шизофренії (приступоподібно-прогредієнтної, безперервної і рекурентної), що виділяються ним, теоретично підтверджувалися обстеженнями багатьох пацієнтів та їх родичів; проте методика дослідження мала суттєві вади. Діагнози родичам ставили ті ж лікарі, які обстежили й першого пацієнта, тому експеримент проводився не «наосліп»: лікарям-дослідникам було відомо, хто з ким перебуває у спорідненості. Перевіряючи гіпотезу власного директора, який найчастіше виступав безпосереднім розробником чи натхненником методики досліджень, учасники перебували під значним психологічним тиском, їхня кар'єра нерідко залежала від успішних результатів роботи. Ці фактори могли впливати на якість діагностики та обумовлювати її необ'єктивність, навіть якщо не було свідомого прагнення підтасування результатів експерименту. Райх також зазначав, що подібні дослідження в Європі (дослідження, засновані на класифікації різних форм шизофренії за їх клінічними характеристиками) не показали суворої успадкованості тих чи інших форм.
На думку Р. ван Ворена, керівника організації «Глобальна ініціатива в психіатрії», рішення 1950 року надати монополію в області психіатрії павлівської школі Снєжневського стало одним з факторів, що зумовили використання психіатрії в політичних цілях в СРСР, а умови тоталітарного режиму дозволили йому безперешкодно здійснити його плани: відомі психіатри, які не погодилися з ним, втратили роботу, «деякі з них навіть були заслані в Сибір».

### Відповіді на критику
Французький психіатр Ж. Гаррабе в книзі «Histoire de la schizophrénie» («Історія шизофренії») наголошував:

Сьогодні, коли А. В. Снєжневського вже немає, і він більше не може захищатися, легко можна зробити його єдино відповідальним за все те зло, яке стало наслідком сутності того, що він описав; це, втім, і робили деякі уповноважені представники Радянської психіатричної асоціації на Афінському Конгресі.

Психіатр і заслужений лікар Росії, доктор медичних наук, професор Ф. В. Кондратьєв у 2014 році зазначив, що:

Явно тенденційно, а часом наклепницьки малюють історію російської психіатрії і за персоналіями, якщо переглядати матеріали в ресурсах Інтернету, що йдуть від Савенка. Як приклад можна показати, що видатний діяч психіатрії, Герой Соціалістичної Праці акад. А. В. Снєжневський зображується в матеріалах Савенка як безпринципний кар'єрист, антисеміт, організатор і натхненник каральної психіатрії. Савенко безапеляційно відкидає висновок комісійної стаціонарної експертизи під головуванням акад. А. В. Снєжневського щодо генерала П. Г. Григоренка, протиставивши йому як «єдино вірний» висновок про психічне здоров'я генерала, який був наданий лікарем-психіатром зі стажем лише 3 роки, який не має жодної підготовки із судової психіатрії, і це за умови, що цю «експертизу» було проведено одноосібно, заочно і, звісно ж, без ознайомлення з матеріалами кримінальної справи, що для експертизи є обов'язковим.

У російській навчально-методичній літературі як найбільш негативні наслідки психіатричних наукових поглядів школи А. В. Снєжневського називаються випадання із соціального життя людей, які мали діагноз «уповільнена шизофренія»; госпіталізація без їхньої згоди у період свят та державних заходів, а також можливість отримати в історії хвороби гриф «соціально небезпечний» у разі вчинення людиною нетяжких правопорушень. Оголошення інакодумців «божевільними» та їх утримання у психіатричних лікарнях (місцях ізоляції) не ставиться у провину Снєжневському, оскільки це є звичайною практикою влади на всьому протязі історії.
Самому А. В. Снєжневському приписуються твердження про те, що дії радянських психіатрів дозволили врятувати велику кількість людей від в'язниць, таборів, а також від неминучої смерті, чого не вдалося зробити німецьким психіатрам за часів Гітлера. З алюзією на виправдання своїх дій наводяться слова Снєжневського: «І інакодумці живі, і суспільство чистіше!».

## Цікаві факти
За даними проведеного в 2005 році інтерактивного опитування, значний відсоток російських психіатрів вважав, що авторство психопатологічної концепції поділу на позитивні та негативні симптоми належить А. В. Снєжневському. Насправді прийняту в сучасному вигляді концепцію позитивно-негативних психопатологічних симптомів запропонував наприкінці XIX століття англійський невролог і теоретик медицини Джон Хаглінгс Джексон (1835—1911). Ще до Джексона негативні та позитивні симптоми запропонував виділяти інший англійський лікар — Рейнольдс.

## Основні праці
- Про пізні симптоматичні психози (1940).
- Про клінічні закономірності лікування психічних хвороб // «Вісник АМН СРСР». — 1962. — № 1.
- Психіатрія. 2-ге вид. — М., 1968 (у співавт.).
- Шизофренія. Клініка та патогенез. — М., 1969 (у співавт.).
- Шизофренія. Мультидисциплінарне дослідження (1972).
- Шизофренія. — М., 1972 (ред.).
- Довідник з психіатрії — М., 1974, 1985 (ред.)
- Посібник з психіатрії (1983).
- Загальна психопатологія: Курс лекцій. — М.: «МЕДпрес-інформ», 2001.
- Шизофренія (цикл лекцій 1964). — М., 2009. — ISBN 5-98322-408-5.